# Klausel (Choral)
|  | Info zur Audio-Datei |

Im Mittelalter war eine Klausel (auch clausula) ein mehrstimmiger Abschnitt eines Chorals. Klausel-Kompositionen finden sich in Handschriften des 13. Jahrhunderts.
Ursprünglich wurden die Choräle monophon gesungen, doch mit Beginn der Vokalpolyphonie Mitte des 12. Jahrhunderts veränderte sich diese Unantastbarkeit des Chorals. Léonin schrieb das Magnus liber organi de graduali et antiphonario pro servitio divino, das Große Buch der Organa, welches zunächst nur zweistimmige Organa enthielt. Der Zeitabschnitt von 1160 bis 1250 wird auch als Notre-Dame-Schule bezeichnet, da er mit der Errichtung der Kathedrale Notre-Dame de Paris zusammenfiel.
Später fügte Pérotin noch seine clausulae, die Klauseln hinzu. Dies waren Ausschnitte aus melismatischen Chorälen, bei denen die wichtigsten Stellen mit einer zweiten Stimme, dem sogenannten organum duplum, versehen worden waren, eine geringe Zahl an Klauseln ist sogar dreistimmig. Dabei ist grundsätzlich zwischen der sogenannten Haltetonfaktur, bei der die zweite Stimme einen langen Ton aushält, und der Discantusfaktur, bei der beide Stimmen gleichberechtigte Melodien singen, zu unterscheiden. Klauseln sind üblicherweise im Discantus-Satz geschrieben, das heißt, alle Stimmen haben vergleichbar viele Töne.
Der Text der Klauseln ist der des Choralabschnittes, aus dem die Unterstimme besteht. Das ist typischerweise nur ein Wort (z. B. das Wort Domino aus dem Versikel Benedicamus Domino), meist sogar nur eine einzige Silbe. Aus den Klauseln entwickelte sich allerdings später die Gattung der Motette, indem die Oberstimme(n) einen neuen Text erhielten. So ist etwa die Klausel Johanne aus der Notre-dame-Handschrift F fol. 164v musikalisch identisch mit der Motette Ne sai que je die aus dem Codex Montpellier fol. 235r.
Andere Überlegungen der Entstehung von Klauseln weisen auf die "Enttextierung" von Motetten hin
(These von Wolf Frobenius). Hierüber eine Dissertation von Klaus Hofmann (Tübinger Beiträge zur Musikwissenschaft 1972, S. 122). Bestätigende Ergebnisse lieferte auch eine langjährige Arbeitsgruppe (1988–1995) unter Fred Büttner.